# Чайный сервиз «Арлекин» и другие истории
«Чайный сервиз „Арлекин“ и другие истории» (англ. The Harlequin Tea Set and Other Stories) — сборник рассказов английской писательницы Агаты Кристи. Впервые опубликован в США издательством G. P. Putnam’s Sons в 1997 году под названием «Чайный сервиз „Арлекин“ и другие истории» (англ. The Harlequin Tea Set and Other Stories). В 1998 году он был издан Penguin Publishing Group с тем же названием. За исключением рассказа «Чайный сервиз „Арлекин“», который был опубликован в сборнике 1991 года «Хлопоты в Польенсе и другие истории» все произведения антологии были изданы в Великобритании в 1997 году в сборнике «Доколе длится свет и другие рассказы» (англ. While the Light Lasts and Other Stories).

## Содержание
Сборник включает в себя девять самостоятельных рассказов разных лет, каждый из которых содержит отдельную историю (криминальную или мистическую):
- «На краю / The Edge» (1927)

Впервые издан в британском журнале Pearson's Magazine в феврале 1927 года. Он сопровождался комментарием, что написан непосредственно перед «болезнью» и исчезновением писательницы в декабре 1926 года, которое было вызвано семейными проблемами между Агатой и её мужем Арчи. В рассказе идёт речь о влюблённой женщине, которая случайно узнаёт тайну соперницы и хочет заполучить женатого мужчину, избавив его от неё. В литературе отмечается несомненные биографические черты произведения, отражающего глубокие личные переживания автора.
- «Актриса» / The Actress (1923)

Рассказ впервые опубликован в журнале The Novel Magazine в мае 1923 года под названием «Ловушка для растяпы» (A Trap for the Unwary). В связи с неоднократным обращением писательницы к ранним произведениям считается примером того, как мастерски она могла варьировать одну и ту же историю, внося в неё дополнения и изменения. Так, этот сюжет был использован Кристи сразу в нескольких рассказах и, прежде всего, в «Крови на мостовой» (The Blood-Stained Pavement) из авторского сборника «Тринадцать загадочных случаев» (1930), а также в таком известном романе как «Зло под солнцем» (1941). 
- «Доколе длится свет» / While the Light Lasts (1924)

Впервые опубликован в The Novel Magazine в апреле 1924 года. Имеет некоторое сюжетное сходство с внецикловым романом «Хлеб титанов» (1930), изданного в Великобритании William Collins & Sons в апреле 1930 года, а в США Doubleday в том же году. Роман был первым из шести написанных Кристи под псевдонимом Мэри Уэстмакотт.
- «Дом грёз» / The House of Dreams (1926)

Мистический рассказ впервые опубликованный в 1926 году в журнале The Sovereign Magazine. Основывается на первом её прозаическом произведении — «Дом счастья» («Дом красоты»), которое было доработано автором в середине 1920-х годов. Он был написан зимой 1908—1909 годов в числе первых её рассказов, имеющих в своей основе мистическую тематику с трагическим концом. 
- «Одинокий Бог» / The Lonely God  (1926)

Впервые увидел свет в журнале Royal Magazine в 1926 году. Относится к категории тех нескольких рассказов писательницы, где вообще отсутствует детективная интрига. О его характере Кристи позже выразилась, что он был «излишне сентиментальным» (regrettably sentimental). По мнению исследователей, это произведение представляет интерес ещё и в связи с тем, что в нём запечатлён тот неподдельный интерес автора к археологии, которую она позже охарактеризует как своё любимое занятие в жизни.
- «Золото острова Мэн» / Manx Gold  (1930)

Рассказ был напечатан в журнале Daily Dispatch, где выходил в пяти частях 23, 24, 26, 27 и 28 мая 1930 года. Возникновение замысла рассказа связывают с деятельностью Артура Б. Крукелла, олдермена, члена совета графства, входившего в комитет, на который возлагались функции популяризации и развития туризма на острове Мэн. Ему пришла в голову идея, что этим задачам может помочь распространённые в этих местах легенды о запрятанных контрабандистами кладах. Крукелл решил заинтересовать общественность поисками этих якобы спрятанных сокровищ представив всё таким образом, как будто они реально существуют и их можно найти, если правильно разгадать шифр. Несмотря на первоначальное сопротивление со стороны некоторых членов, ему удалось убедить комитет и освятить дело так, будто драгоценности действительно зарыты где-то на острове. Крукелл пришёл к выводу, что для массовости и доступности этой идеи было-бы хорошо показать её в виде детективного сюжета. С этой целью он обратился к Кристи, которая с удовольствием приняла это предложение. Для реализации замысла она отправилась на остров в апреле 1930 года, где в течение нескольких дней побывала с инициатором плана в местах будущего произведения и обсуждала с ним детали этого необычного для неё рассказа. 
- «За стеной» / Within a Wall (1925)

Впервые опубликован в Royal Magazine в 1926 году. Относится к тем ранним произведением, сюжет которых туманен и может интерпретироваться различным образом. По наблюдению исследователей, здесь впервые в произведениях писательницы, нашла отражение тема «любовного треугольника», к которой она неоднократно возвращалась на протяжении своей творческой деятельности и, в частности, в таких известных её романах как «Смерть на Ниле» (1937) и «Зло под солнцем» (1941).
- «Тайна испанского сундука» / The Mystery of the Spanish Chest (1939)

Представляет собой увеличенную версию более раннего рассказа «Тайна багдадского сундука» (The Mystery of the Spanish Chest), созданного в 1932 году и опубликованного в том же году в журнале Strand Magazine, а в 1939 году в сборнике «Тайна регаты». Относится к циклу произведений, где главным персонажем является Эркюль Пуаро. Исследователи отмечают в способе убийства и последующих манипуляциях сч трупом некоторые восточные мотивы.
- «Чайный сервиз „Арлекин“» / The Harlequin Tea Set  (1971)

Заглавный рассказ сборника впервые опубликован в 1971 году. Входит в цикл «Мистер Кин и Саттерсвейт», посвящённый встречам загадочного мистера Харли Кина с пожилым джентльменом по фамилии Саттерсвейт, представителем высших кругов общества. Когда последний сталкивается с какой-либо загадкой, то неожиданно появляется мистер Кин и своими наводящими вопросами помогает ему разгадать тайну.